# Voyagers/心
『Voyagers／心』（ヴォイジャーズ／こころ）は、平原綾香の11枚目のシングル。

## 解説
- 両A面シングル。カップリング曲の「心」は4枚目のアルバム『4つのL』の収録曲「WILL」のニューアレンジ曲。両曲とも「時の流れと空のひろがり」という共通のテーマで結ばれている。
- 「Voyagers」はアルバム『そら』に収録された。なお、2008年2月にリリースされたベスト・アルバム『Jupiter〜平原綾香ベスト〜』には収録されていない。
- 「Voyagers」は2010年12月31日放送の『第61回NHK紅白歌合戦』で歌唱された。

## 収録曲
1. Voyagers
  - 作詞：平原綾香／作曲：内池秀和／編曲：沢田完
  - NHKテレビ『ダーウィンが来た!』オープニングテーマ
2. 心
  - 作詞・作曲・編曲：新田雄一／弦編曲：十川知司
  - ヤマハ「ウタっちゃ!」CMソング
3. Voyagers（Instrumental）
4. 心（Instrumental）

## カヴァー
- ウェイウェイ・ウーは、『ダーウィンが来た!』のエンディングテーマ用に、「Voyagers」の二胡ヴァージョンを録音した。また、同番組の2007年度以降のエンディングテーマとして、ウェイウェイ・ウーとケニー・Gの共演による「Voyagers - East Meets West」が録音され[1]、同番組のサウンドトラック・アルバム、ケニー・Gの日本企画アルバム『ムード・フォー・ラヴ』（2007年）、ウェイウェイ・ウーのアルバム『チャイナ・ブルー』（2007年）に収録。